# Роберто Боланьо
Роберто Боланьо Áвалос (на испански: Roberto Bolaño Ávalos) е чилийски писател, автор на романи, разкази, стихотворения и есета. „Ню Йорк Таймс“ го нарича „най-значимия за поколението си глас на латиноамериканската литература“.
Романът му „Диви детективи“ („Los detectives salvajes“) – неговият пръв реален пробив на испански – е награден с две от най-значимите международни награди за испаноезична литература: „Ералде“ през 1998 и „Ромуло Галегос“ през 1999 година. Световният успех на Боланьо обаче идва посмъртно, след превода на романа му „2666“ на английски език. Въпреки че текстът не е окончателно подготвен за печат поради ранната смърт на Боланьо, той е публикуван и през 2008 г. е отличен с Наградата за художествена литература на Американската асоциация на литературните критици.

## Биография

### Младежки години
Роберто Боланьо е роден на 28 април 1953 г. в Сантяго, Чили, но през 1968 г. цялото му семейство се мести в Мексико Сити. Там той прекъсва училище, работи като журналист и става ляв политически активист.
През 1973 г., преизпълнен с ентусиазъм, се връща от Мексико в Чили, където на власт е единственият законно избран президент социалист в Латинска Америка, Салвадор Алиенде, но така се получава, че месец след като се е прибрал, е извършен държавен преврат и започва кървавата диктатура на военните, начело с Аугусто Пиночет. Този епизод е ключов за Боланьо, който по-късно го споменава в няколко от творбите си (в които впрочем често се появява неговото алтер его Артуро Белано, чието първо име е заимствано от любимия на Боланьо поет Артюр Рембо). По подозрение, че извършва подривна дейност, той е задържан и прекарва осем дни в ареста, откъдето го спасяват двама негови бивши съученици, работещи като надзиратели (случката е описана в разказа „Ченгета“ от сборника „Телефонни обаждания“).
В текстовете си Боланьо личат смесените му чувства към Чили и чилийците, особено що се отнася до литературата. Писателят не пести критики към литераторите, които намира за посредствени (Исабел Алиенде например) или разочароващи като личности (Пабло Неруда, Алехандро Ходоровски), но и възторзи по отношение на онези, които смята за особено даровити (Никанор Пара, Енрике Лин, Родриго Лира и други).
Пред 1974 г. се завръща в Мексико, а през 1975 г. е един от основателите на малкото поетично движение инфрареализъм (бидейки критичен и към собствената си личност и биография, по-късно пародира апломба и съдържанието му в романа „Диви детективи“).

### Изгнание в Испания
Роберто Боланьо емигрира в Европа през 1977 г. и в крайна сметка се установява в Испания, където се жени и заживява близо до Барселона, на Коста Брава (ивица от средиземноморското крайбрежие на автономната област Каталония). Захваща се с различни занимания: мияч на чинии, пазач на палатков лагер, пиколо, работник в чистотата. Пише нощем и въпреки че живо се интересува от литература и в чилийския, и в мексиканския си период, всичките му публикувани произведения са писани в Европа. Често участва в местни литературни конкурси и получава малки парични награди, които уплътняват бюджета му (ситуация, описана в разказа „Сенсини“ от „Телефонни обаждания“). От 1981 г. до смъртта си живее в малкия каталонски крайбрежен град Бланес.
Боланьо се занимава с поезия докъм 40-ата си година, когато окончателно се преориентира към прозата. В едно интервю казва, че е започнал да пише проза, защото се е чувствал отговорен за благосъстоянието на семейството си, особено след раждането на сина си през 1990-а. Въпреки това продължава да се определя преди всичко като поет и през 2000 г. публикува стихосбирка, компилирана в продължение на 20 години, под заглавието „Романтичните кучета“ („Los perros románticos“).
Боланьо страда от чернодробна недостатъчност и докато работи по романа си „2666“ е в списъка на чакащите за трансплантация. Умира на 15 юли 2003 г. в Барселона, след дълго боледуване.

### Посмъртни издания
След смъртта му са издадени още три романа и два сборника с разкази (както и ред есеистични и сборни книги):
Романи
- 2004 – „2666“
- 2010 – „El Tercer Reich“ – „Третият Райх“
- 2011 – „Los sinsabores del verdadero policía“ – „Неволите на истинския полицай“

Разкази
- 2003 – „El gaucho insufrible“ – „Нетърпимият гаучо“
- 2007 – „El secreto del mal“ – „Тайната на злото“

### Издания на български език
На български език са публикувани:
- сборникът с разкази „Телефонни обаждания“ („Llamadas telefónicas“), превод Нева Мичева, ИК „Жанет 45“, 2011
- романът „Неволите на истинския полицай“ („Los sinsabores del verdadero policía“) превод Маня Костова, ИК „Рива“, 2011.
- романът „Отдалечена звезда“ („Estrella distante“) превод Людмила Петракиева, ИК „Рима“, 2012
- романът „Чилийско ноктюрно“ („Nocturno de Chile“), превод Стефка Кожухарова, ИК „Рива“, 2012
- романът „2666“, превод Катя Диманова, Мариана Китипова, Маня Костова, ИК „Рива“, 2013
- сборникът с разкази „Кучки вероломни“ („Putas asesinas“), превод Нева Мичева, ИК „Жанет 45“, 2015
- романът „Лумпенско романче“ („Una novelita lumpen“), превод Лилия Добрева, ИК „Рива“, 2016